# Oleh Chamchour
Oleh Chamchour, en ukrainien Шамшур Олег Владиславович, est un diplomate ukrainien, né le 6 juillet 1956 à Kiev.
Il a été ambassadeur aux États-Unis de 2005 à 2010 puis ambassadeur en France de 2014 à 2020 en même temps que représentant permanent auprès de l'UNESCO.